# José Luis Damiani
José Luis Damiani (* 21. November 1956 in Montevideo) ist ein ehemaliger uruguayischer Tennisspieler.

## Leben
José Luis Damiani gewann in seiner Karriere zwei Titel, beide davon im Doppel. 1981 gewann er seinen ersten Titel in Palermo mit Landsmann Diego Pérez, in der anschließenden Saison war er mit Carlos Kirmayr in Köln siegreich. Seine beste Platzierung in der Weltrangliste erreichte er im Januar 1983 mit Rang 37. Ohne Titel blieb er dagegen im Einzel, in dessen Weltrangliste er im Januar 1982 mit Rang 49 sein bestes Resultat erzielte.
Bei Grand-Slam-Turnieren kam er im Einzel nie über die zweite Runde hinaus, die er 1979 in Wimbledon und 1981 in Roland Garros erreichte. Im Doppel stand er von 1981 bis 1983 dreimal in Folge bei den French Open im Achtelfinale.
Damiani spielte zwischen 1973 und 1986 für die uruguayische Davis-Cup-Mannschaft. Er absolvierte dabei 23 Einzel- sowie 15 Doppelpartien. Im Einzel gewann er mit 12 Partien knapp mehr als die Hälfte seiner Spiele, im Doppel blieb er dagegen nur dreimal siegreich.

## Turniersiege
| Legende                       |
| Grand Slam                    |
| Tennis Masters Cup            |
| ATP Masters Series            |
| ATP International Series Gold |
| ATP International Series (2)  |

### Doppel
| Nr. | Datum              | Turnier | Belag     | Partner        | Finalgegner                       | Ergebnis      |
| --- | ------------------ | ------- | --------- | -------------- | --------------------------------- | ------------- |
| 1.  | 14. September 1981 | Palermo | Sand      | Diego Pérez    | Jaime Fillol Belus Prajoux        | 6:1, 6:4      |
| 2.  | 25. Oktober 1982   | Köln    | Hartplatz | Carlos Kirmayr | Hans-Dieter Beutel Christoph Zipf | 6:2, 3:6, 7:5 |